# Iced Earth (album)
Iced Earth – pierwszy album zespołu Iced Earth. Został wydany w 1991 roku nakładem wytwórni Century Media Records.

## Lista utworów
1. "Iced Earth" – 5:23
2. "Written on the Walls" – 6:07
3. "Colors" – 4:54
4. "Curse the Sky" – 4:44
5. "Life and Death" – 6:04
6. "Solitude" (instrumental) – 1:44
7. "The Funeral" – 6:16
8. "When the Night Falls" – 9:01

## Twórcy
- Gene Adam – śpiew
- Jon Schaffer – gitara
- Randall Shawver – gitara prowadząca
- Dave Abell – gitara basowa
- Mike McGill – perkusja